# Port de Saint-Jean-de-Luz
Le port de Saint-Jean-de-Luz est un port de pêche et de plaisance situé sur les communes de Saint-Jean-de-Luz et Ciboure, à l'embouchure de la Nivelle dans le département des Pyrénées-Atlantiques. Il est spécialisé dans la pêche à l'anchois et au merlu.

## Histoire
Au XVe siècle, les pêcheurs basques explorèrent les premiers les bancs de Terre-Neuve et la pêche à la morue, jointe à celle de la baleine, accrut encore la renommée et la prospérité de Saint-Jean-de-Luz, leur port d'attache. Du XVIe au XVIIIe siècle, la ville devint un nid de corsaires qui combattaient pour le compte du roi de France. L'enrichissement du port et l'afflux de population furent tels qu'il en résulta l'urbanisation de Ciboure (en basque : Zubiburu), quartier détaché d'Urrugne et finalement érigé en paroisse indépendante, situé au-delà du pont qui le reliait jadis à Saint-Jean-de-Luz (le couvent des Récollets fut implanté sur son tracé pour apaiser les relations entre les deux communautés, souvent rivales).
En 1713, le traité d'Utrecht, abandonnant Terre-Neuve à la Grande-Bretagne, portait un coup funeste à Saint-Jean-de-Luz. À la fin du siècle, la baleine ayant disparu du golfe de Gascogne et l'Océan ayant rompu les barres de Socoa et de Sainte-Barbe, qui protégeaient la baie, le port et une partie de la ville se trouvaient ruinés. Ce fut la décadence ; les pêcheurs et gens de mer émigrèrent en masse, la ville perdit l'essentiel de ses habitants. L'année 1789 fut marquée, en particulier, par une terrible tempête qui détruisit tout un quartier de la ville (« La Barre ») et submergea le couvent des Ursulines.

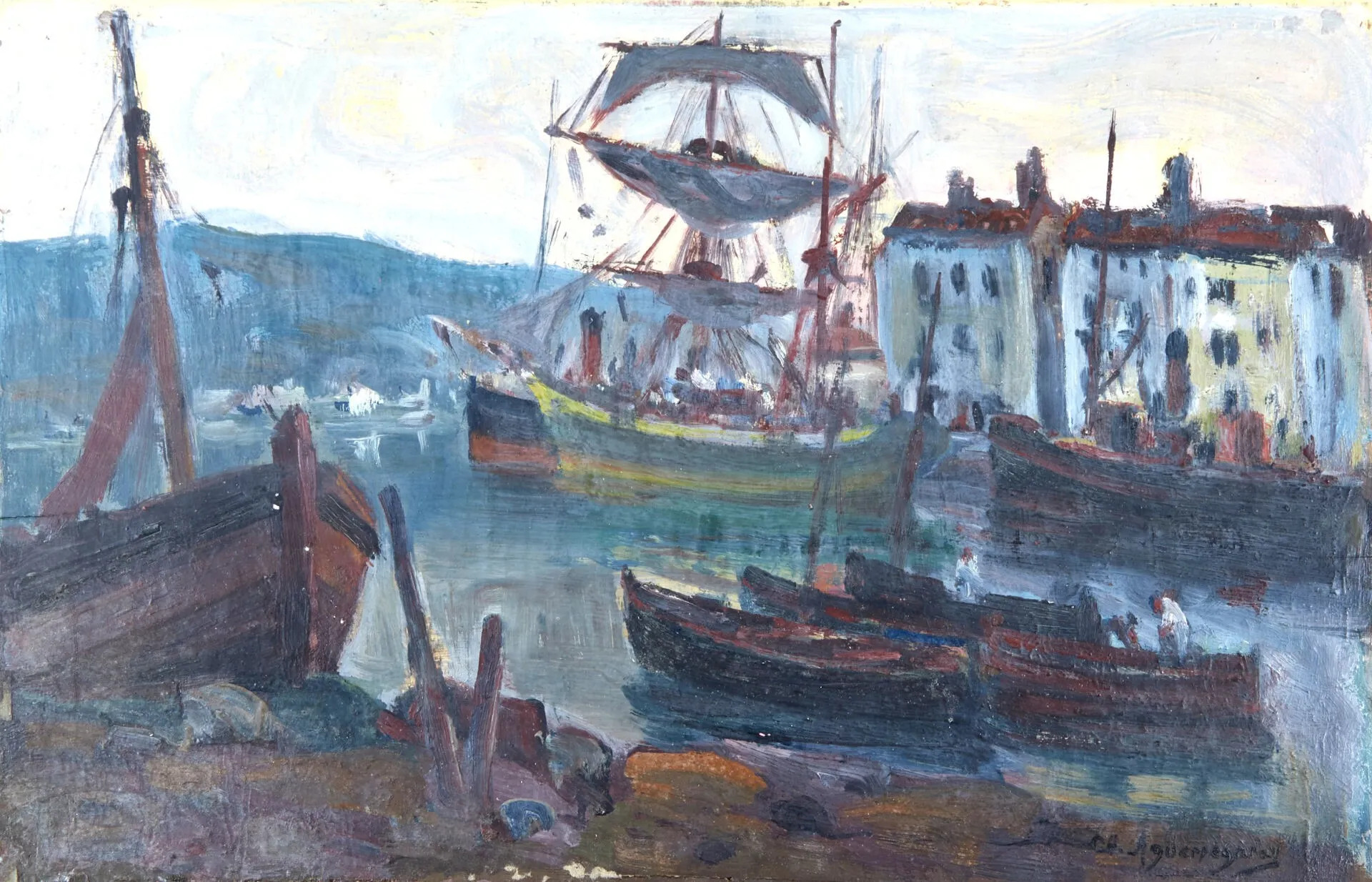
Port de Saint-Jean-de-Luz, Charles d'Aguerregaray, huile sur panneau.

Au début du XXe siècle, Saint-Jean-de-Luz devint une ville moderne et pour partie ouvrière. La généralisation de la chaudière à vapeur modifia sensiblement, dans un premier temps, les conditions de pêche, et raccourcit les distances. De nombreuses usines furent alors construites pour traiter le poisson dans le quartier du Fargeot, l'essentiel de la main d'œuvre étant alors importée (d'Espagne, mais aussi de Bretagne). Des majorités républicaines furent élues et administrèrent la municipalité, qui donnèrent le nom de Gambetta à la grande rue (Karrika handia) et percèrent les boulevards Thiers et Victor Hugo.

## De nos jours
L'économie locale a longtemps été tournée vers l'exploitation de la pêche de haute mer. Le port accueille encore des chalutiers à destination de l'ouest de l'Afrique et des côtes atlantiques de l'Amérique du Nord mais, si la criée et les activités de mareyage restent importantes, le volume des prises a diminué et l'industrie de transformation et conservation des poissons, jadis prospère, a quasiment disparu de nos jours. La gestion du port est assurée par la Chambre de commerce et d'industrie de Bayonne Pays basque. Le port de pêche est partagé avec la commune de Ciboure. La plaisance prend une place de plus en plus visible (mouillages de Port-Nivelle, et, en dehors de la commune, Socoa).
Le groupe Olano notamment récupère tous les jours du poisson chez les mareyeurs de Saint-Jean-de-Luz-Ciboure pour aller livrer Rungis chaque soir. Plusieurs mareyeurs existent sur Saint-Jean-de-Luz, qui approvisionnent les commerces et restaurants de la côte basque, ainsi que les marchés de Rungis, du sud de la France et espagnols, ainsi que les centrales d'achats de la grande distribution du grand sud de la France.

## Patrimoine
Le port détient deux bateaux de pêche ligneur au thon de type bolincheur, inventoriés par le ministère de la Culture et classés monument historique :
- l' Aïrosa [1]
- le Patchiku [2],[3].

## Galerie

Le blason de Saint-Jean-de-Luz
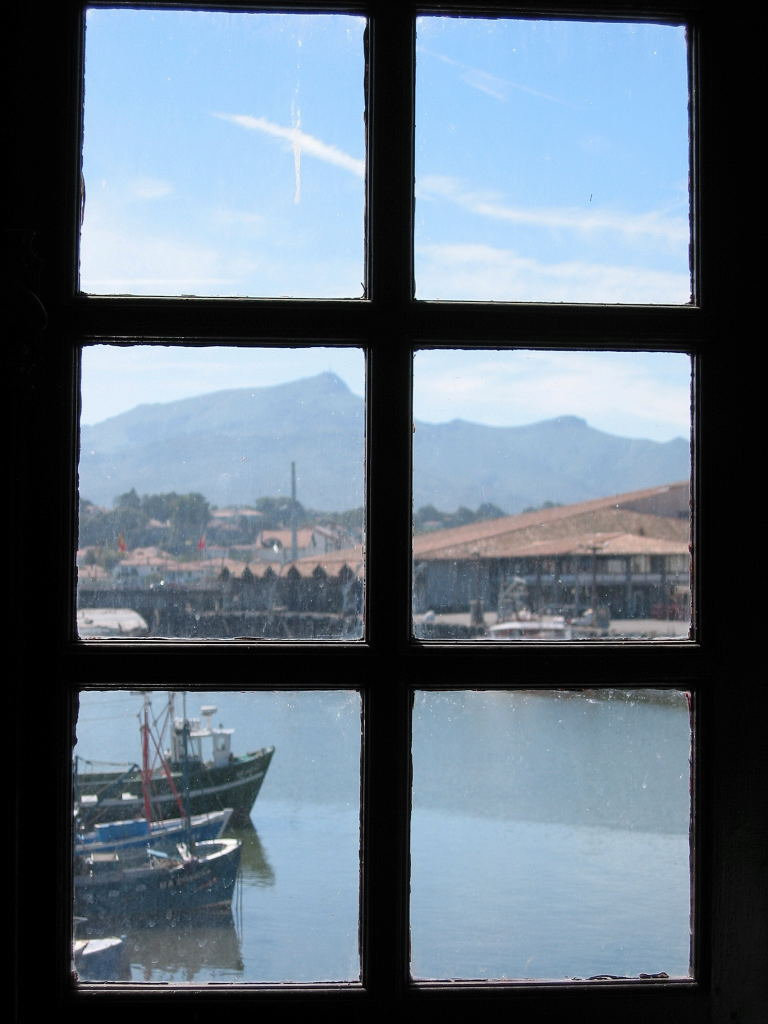
Vue sur le port, depuis la maison de l'Infante
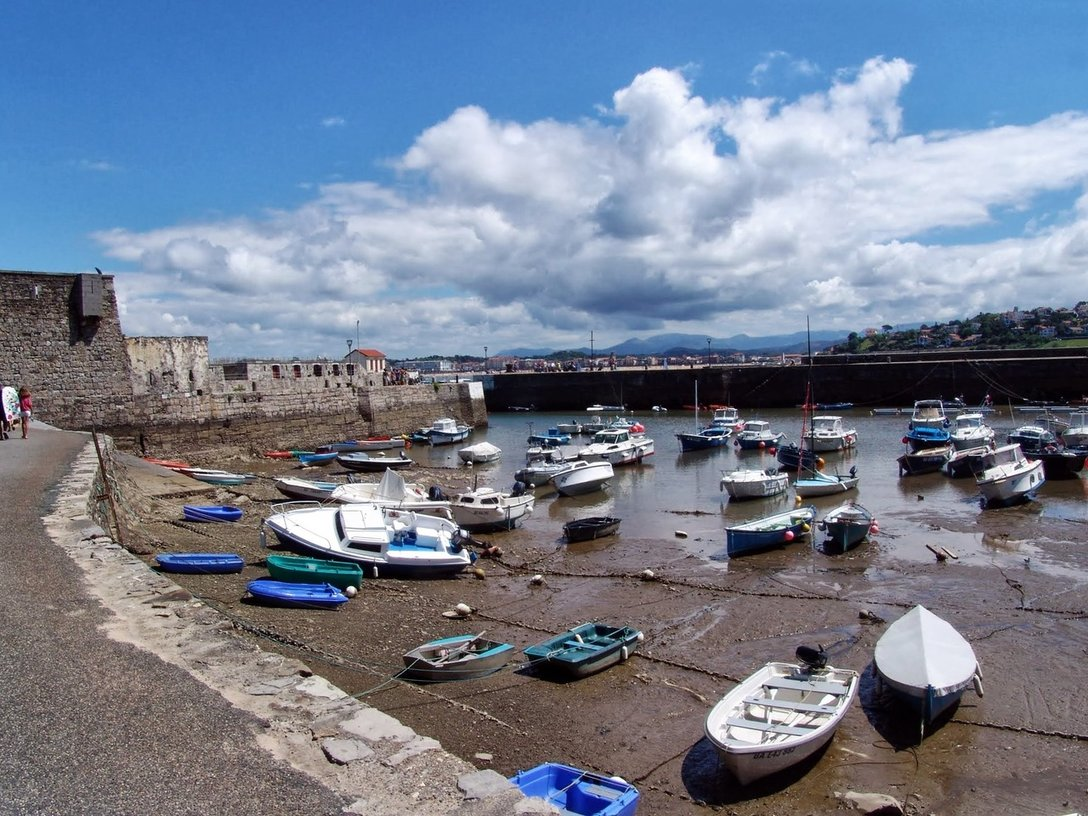
Port de Saint-Jean-de-Luz
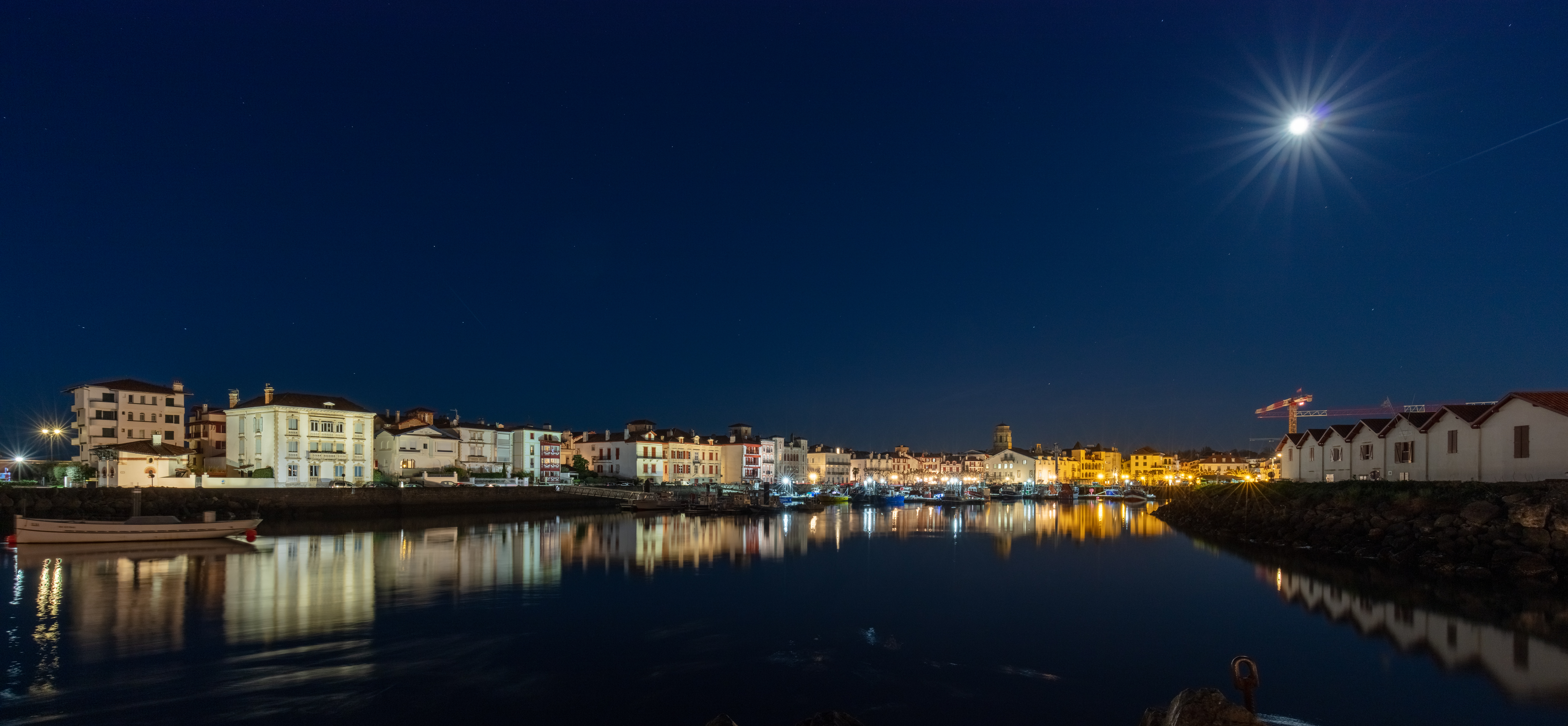
Vue nocturne